# Istituto Maria Ausiliatrice
L'Istituto Salesiano Maria Ausiliatrice è una scuola paritaria fondata nel 1913, gestita dalle Suore Salesiane di don Bosco. Ha sede a Milano, in Via Bonvesin De La Riva 12. 

## Ordini scolastici
Nell'Istituto Maria Ausiliatrice sono presenti i seguenti ordini scolastici:
1. Scuola dell'infanzia
2. Scuola Primaria
3. Scuola Secondaria di Primo Grado
4. Liceo delle Scienze Umane
5. Liceo Scientifico opzione scienze applicate
6. Istituto Professionale per i servizi socio-sanitari

## Storia

### Dal 1913 al 1925[1]
Nel 1913 l'Istituto Maria Ausiliatrice apre le porte alla popolazione giovanile del rione periferico di Milano Porta Vittoria. Un mese dopo il Cardinale Andrea Ferrari benedice la Cappella dell'Istituto.
L'Istituto inaugura un pensionato per giovani studenti e impiegate, un Asilo d'Infanzia, un laboratorio per fanciulle, doposcuola e Oratorio festivo per le figlie del popolo.
Nel 1914 viene messo allo studio il Regolamento ispirato a quello di Nizza Monferrato.
Nel 1915 l'Italia entra in guerra, le suore accolgono le figlie dei richiamati nell'attuale istituto.
A luglio del 1917 la guerra che continua aumenta il numero delle figlie dei richiamati: per accoglierle viene chiuso il pensionato e anche il noviziato si trasferisce a Busto Arsizio (Varese).
Nel 1918 iniziano l'accoglienza per le orfane di guerra e la Scuola Elementare, solo fino alla classe terza. La quarta e la quinta verranno frequentate in via Morosini.
Nel settembre del 1923 il Consiglio locale decide di non mandare le orfane alle scuole pubbliche e di tenere in casa tutte le classi elementari.
Nel 1925 si annuncia che verrà aperta la prima Scuola di Metodo per la preparazione di maestre del grado preparatorio.

### Dal 1926 al 1941[2]
Nel marzo del 1926, il nuovo edificio è quasi pronto, le orfane diminuiscono e le sostituiscono le alunne interne. Nel settembre del 1927 la scuola riceve il riconoscimento legale. Con la Riforma Gentile nasce la Scuola di Metodo, basata sull'insegnamento di don Giovanni Bosco, ma inserito nella realtà milanese. Nel giugno del '30 giunge da Roma la Parifica dell'Istituto magistrale. Nell'ottobre dello stesso anno, il Pensionato cambia sede per dare maggior spazio all'opera scolastica in continuo sviluppo. Nel gennaio del 1941 iniziano il percorso della Scuola Media e quello dell'Avviamento professionale commerciale.

### Dal 1942 al 1971[3]
Il 24 ottobre 1942 Milano inizia a essere bombardata: anche le vie intorno alla scuola vengono distrutte ma quest'ultima rimane illesa. A causa del forte pericolo le alunne vengono trasferite in varie sedi. Nonostante tutto, in via Bonvesin le lezioni continuano, anche se con molte interruzioni. Nell'agosto del 1943 la parte superiore dell'eduificio è in fiamme. Ma nel 1945, con la fine della guerra, l'istituto è pronto ancora una volta ad accogliere le alunne. Sotto grande richiesta del Cardinale di Milano le figlie di Maria Ausiliatrice aprono l'oratorio serale, in cui si occupano anche dei ragazzi,  e la colonia estiva.  Nel 1953, dopo quasi 10 anni di pratiche, il Ministero approva la ricostruzione della parte della casa danneggiata dalla guerra.

### Dal 1972 al 2015[4]
Nel 1981, le alunne si celebra il centenario della morte di Madre Maria Domenica Mazzarello.
Tra il 1984 e il 1999 viene ingrandita la scuola superiore, introducendo il Liceo Sperimentale con duplice opzione: Psico-socio-pedagogico e Linguistico moderno; si avvia il Liceo della Comunicazione, e l'Istituto Professionale per i Servizi Sociali.
Nel 1989, con i festeggiamenti del 75º anniversario della scuola, vengono sostenuti diversi progetti umanitari.
Nel 1998 la Scuola Elementare ottiene la parifica; con la legge del 10 Marzo 2000 tutto il resto delle scuole divengono paritarie.
Dal 2010 vengono inseriti il Liceo Scientifico scienze applicate e il Liceo delle Scienze umane, per sostituire il Liceo della Comunicazione.
Nel 2013 l'Istituto compie 100 anni.